# Wotagei
Wotagei (ヲタ芸?) o otagei (オタ芸?) è il termine con cui si fa riferimento a un particolare tipo di danza o di cheerleading eseguito dagli wota, gli ammiratori dei cantanti idol giapponesi, che include salti, battimani, ondeggiamento delle braccia e grida. Il Wotagei è eseguito durante i concerti, durante gli eventi legati ad anime e manga e durante gli incontri dei fan club, e si pensa si sia sviluppato a partire dall'ōendan, il cheerleading organizzato durante gli eventi sportivi giapponesi. Il Wotagei è particolarmente associato con i fan delle Hello! Project e delle AKB48, oltre che con i sostenitori dei seiyū (i doppiatori) degli anime, che spesso diventano anche i cantanti delle sigle delle serie in cui appaiono.